# Najbolji igrač HNL (Tportal)
Najbolji igrač HNL-a, godišnja je nagrada koju dodjeljuje hrvatski web portal tportal.hr. Dodjeljuje se najboljem igraču Hrvatske nogometne lige u izboru kapetana klubova HNL-a. Igrači se biraju po jednostavnom ključu: igrači za prvo mjesto dobivaju deset bodova, za drugo osam itd., na kraju se bodovi zbrajaju, a pobjednik je onaj s najviše bodova. Ako dva ili više igrača imaju isti broj bodova, onda se gleda tko je imao više prvih mjesta ili mjesta s višim plasmanom. Nagrada se dodjeljuje od 2003. godine, a prvi dobitnik bio je Niko Kranjčar.

## Dosadašnji dobitnici nagrade
Izvori:
| Godina | Igrač                  | Klub          |
| ------ | ---------------------- | ------------- |
| 2003.  | Niko Kranjčar          | Dinamo Zagreb |
| 2004.  | Tomislav Erceg         | Rijeka        |
| 2005.  | Eduardo                | Dinamo Zagreb |
| 2006.  | Eduardo                | Dinamo Zagreb |
| 2007.  | Luka Modrić            | Dinamo Zagreb |
| 2008.  | Mario Mandžukić        | Dinamo Zagreb |
| 2009.  | Ermin Zec              | Šibenik       |
| 2010.  | Sammir                 | Dinamo Zagreb |
| 2011.  | Ivan Santini           | Zadar         |
| 2012.  | Sammir                 | Dinamo Zagreb |
| 2013.  | Leon Benko             | Rijeka        |
| 2014.  | Andrej Kramarić        | Rijeka        |
| 2015.  | Marin Tomasov          | Rijeka        |
| 2016.  | Franko Andrijašević    | Rijeka        |
| 2017.  | El Arbi Hillel Soudani | Dinamo Zagreb |
| 2018.  | Dani Olmo              | Dinamo Zagreb |
| 2019.  | Bruno Petković         | Dinamo Zagreb |
| 2020.  | Arijan Ademi           | Dinamo Zagreb |
| 2021.  | Marko Livaja           | Hajduk Split  |
| 2022.  | Marko Livaja           | Hajduk Split  |
| 2023.  | Bruno Petković         | Dinamo Zagreb |
| 2024.  | Marko Livaja           | Hajduk Split  |